# Narciso Santa María
Narciso Santa María (Tacotalpa, Tabasco, Nueva España, Imperio Español - Tacotalpa, Tabasco) fue un político mexicano que nació en el estado de Tabasco, del cual fue dos veces gobernador, la primera como el sexto Gobernador Constitucional de 1834 a 1836, al triunfar en las elecciones realizadas en el mes de junio de 1834, sucediendo en el cargo al subvicegobernador Juan de Dios Salazar, quien se venía desempeñando como gobernador interino a la caída de Manuel Buelta, y la segunda ocasión en 1844 como gobernador interino. 
Nació en la villa de Tacotalpa, Tabasco, siendo sobrino del gobernante colonial Lorenzo Santa María, único tabasqueño en ser gobernador de su estado en la época colonial.

## Gobernador de Tabasco
De acuerdo con la Constitución estatal de 1831, en el mes de junio de 1834 se verificaron elecciones para la renovación del Poder Ejecutivo del estado, resultando triunfadores para el cargo de Gobernador Narciso Santa María, convirtiéndose en el sexto Gobernador Constitucional del estado, y para Vicegobernador Eduardo Correa gracias al decidido apoyo del Presidente Antonio López de Santa Anna, tomando posesión de sus cargos el 16 de septiembre de 1834, debiendo permanecer hasta septiembre de 1836, según lo estipulado por la Constitución local vigente en ese momento. Esto, significó el regreso de los centralistas al gobierno del estado desde el triunfo federalista en 1829.

### Creación del Ayuntamiento de Comalcalco
El 14 de noviembre del año de 1834, el gobernador Santa María por medio de un decreto del Congreso, concedió al pueblo de San Isidro de Comalcalco la creación de su Ayuntamiento Constitucional, segregándolo del Municipio de Jalpa al cual pertenecía, y agregándole el pueblo de Paraíso.
Anunció y juró las nuevas Bases Constitucionales. Invitó a los Ayuntamientos y a los pueblos del estado, a las autoridades, a las corporaciones y a los empleados a unirse a favor de su pronunciamiento, el 5 de noviembre de 1835.
Sin embargo, debido a su quebrantada salud, que no le permitía cumplir cabalmente con las funciones de gobernador, Narciso Santa María solicitó licencia definitiva para separarse del cargo en abril de 1836, ocupando el cargo de gobernador interinamente, el Vicegobernador Eduardo Correa.

## Vocal del Consejo Departamental
En el año de 1844 Narciso Santa María fue nombrado Primer Vocal del Consejo del Departamento de Tabasco.

## Gobernador interino de Tabasco
Narciso Santa María volvió a ser gobernador de Tabasco, solo que ahora en forma interina, cuando en 1844, siendo gobernador Constitucional del Departamento Pedro de Ampudia y Grimarest, este se tuvo que ausentarse del cargo debido a que el presidente Antonio López de Santa Anna lo llamó para que se hiciera cargo de la artillería en la campaña contra Texas, por lo que Ampudia dejó el cargo de gobernador en manos del Vocal más antiguo de la Asamblea Departamental, Narciso Santa María el 30 de junio de 1844. 
Sin embargo, en septiembre de ese año, Ampudia regresó a Tabasco por instrucciones del Gobierno Central, para que se encargara nuevamente del gobierno, por lo que Santa María, que se encontraba enfermo en su casa de Tacotalpa, le entregó por medio del secretario general, la gubernatura el 5 de septiembre de ese mismo año.
Se desconoce la fecha del fallecimiento de Narciso Santa María, lo último que se sabe de él, es una postulación para miembro de la Junta Departamental, fechada el 9 de febrero de 1845.